# Edgar Prib
Edgar Prib est un footballeur germano-russe, né le 15 décembre 1989 à Nerioungri en Russie. Il évolue au poste de milieu relayeur au Manisa FK.

## Palmarès
- SpVgg Greuther Fürth
  - Vainqueur de la 2.Bundesliga en 2012

## Statistiques
| Saison    | Club                 | Pays         | Championnat        | Coupes nationales | Coupes d'Europe | Allemagne |
| --------- | -------------------- | ------------ | ------------------ | ----------------- | --------------- | --------- |
| 2009-2010 | SpVgg Greuther Fürth | 2.Bundesliga | 11 matchs / 1 but  | 2 matchs          | -               | -         |
| 2010-2011 | SpVgg Greuther Fürth | 2.Bundesliga | 33 matchs / 2 buts | 1 match           | -               | -         |
| 2011-2012 | SpVgg Greuther Fürth | 2.Bundesliga | 30 matchs / 3 buts | 5 matchs / 1 but  | -               | -         |
| 2012-2013 | SpVgg Greuther Fürth | Bundesliga   | 27 matchs / 3 buts | 1 match           | -               | -         |

Dernière mise à jour le 19 mai 2013